# Ignacio López Tarso
Ignacio López Tarso (ur. 15 stycznia 1925 w mieście Meksyku, zm. 11 marca 2023) – meksykański aktor teatralny, telewizyjny. W Meksyku znany z ról w filmach i telenowelach, wcześniej znany z ról przystojnego amanta. W polskiej telewizji znany jest jako Rafael z Prawa do narodzin. Jest uważany za jednego z najlepszych meksykańskich aktorów. Był członkiem jury na Międzynarodowym Festiwalu Filmowym w San Sebastian w 1975 roku.

## Wczesne lata życia
Urodził się w Meksyku, jako syn Alfonsa Lópeza Bermudeza i Ignaci López Herrery. 
Z powodu ekonomicznych problemów rodziców, nie uczęszczał do szkoły średniej. 
Podjął naukę w seminarium katolickim w Temascalcingo, potem uczęszczał do seminarium w mieście Meksyk. Gdy zakończył naukę, nie został duchownym, ponieważ nie czuł w sobie powołania.
Podjął służbę wojskową w wieku 20 lat, awansował na  stopień sierżanta, jednak gdy jego służba wojskowa się skończyła opuścił wojsko pomimo tego, iż mógł zostać wybitnym wojskowym i lubił ten rodzaj pracy.

## Życie prywatne
Tarso pracował w przedsiębiorstwie produkującym ubrania w mieście Meksyk. Następnie wyjechał z przyjaciółmi do Stanów Zjednoczonych do pracy w winiarni i na zrywanie owoców z drzew. Marzył żeby dorobić się w USA i wrócić po jakimś czasie do Meksyku z dorobkiem finansowym. Po krótkim czasie pracy w USA, spadł z drzewa gdy zrywał pomarańcze i poważnie uszkodził sobie kręgosłup. Przez prawie rok był poddany terapii w mieście Meksyk, głównie leżał w łóżku.
Gdy wyzdrowiał, zaczął w 1949 roku uczęszczać do Akademii Sztuki Dramatu Palacio de Bellas Artes w mieście Meksyk.
Ożenił się z Clarą Arandą z którą ma trójkę dzieci: Susanę, Isabelę i syna Juana Ignacia. Juan Ignacio Aranda też rozpoczął karierę aktorską.
Ignacio López Tarso próbował także swoich sił w życiu politycznym. Udziela się w różnych organizacjach oraz spółkach handlowych które są związane z zawodem aktora i kinematografa.
Zmarł 11 marca 2023.

## Wybrane role w telenowelach
- 1997: Esmeralda jako Melesio
- 1998: Angela jako Feliciano Villanueva
- 2007: El Pantera jako General Porfirio Ayala
- 2009: Morze miłości jako El Mojarras
- 2011: Miłość i przeznaczenie jako Don Severiano
- 2011: Zakazane uczucie jako Fermin Peña
- 2013: Dzikie serce jako Ramiro Olivares